# Junya Enoki
Junya Enoki (榎木 淳弥 Enoki Jun'ya?,  Tokio, Japón, 19 de octubre de 1988) es un actor de voz japonés, afiliado a Atomic Monkey. Algunos de sus roles más destacados incluyen el de Yuji Itadori en Jujutsu Kaisen, Shōtarō Tatewaki en Sakurako-san no Ashimoto ni wa Shitai ga Umatteiru, Alpha Omega Nova en Uchū Patrol Luluco, Shū Kurenai en Beyblade Burst, Nasa Yuzaki en Tonikaku Kawaii, Rui Maita en The Idolmaster SideM, Pannacotta Fugo en JoJo's Bizarre Adventure, entre otros.

## Biografía
Enoki nació el 19 de octubre de 1988 en la ciudad de Tokio, Japón. Su prima materna es la también seiyū Chika Anzai. Mientras asistía a la universidad comenzó a ver series de anime, fue inspirado por Tengen Toppa Gurren-Lagann, se decidió por convertirse en seiyū. Ingresó al instituto de actuación vocal de Atomic Monkey y se convirtió en miembro de dicha agencia poco después de graduarse.

## Filmografía

### Anime
| Año  | Título                                                                            | Papel                                                  |
| ---- | --------------------------------------------------------------------------------- | ------------------------------------------------------ |
| 2012 | Ixion Saga DT                                                                     | Niño                                                   |
| 2012 | La storia della Arcana Famiglia                                                   | Claudio                                                |
| 2012 | Sword Art Online                                                                  | Fuerza de apoyo, Lilpilin                              |
| 2013 | Makai Ōji                                                                         | Estudiante A                                           |
| 2014 | Cardfight!! Vanguard G                                                            | Shion Kiba                                             |
| 2014 | Golden Time                                                                       | Sū-san                                                 |
| 2014 | Haikyū!!                                                                          | Suzuki                                                 |
| 2014 | Kiseijū                                                                           | Taku Furuya                                            |
| 2014 | Noragami                                                                          | Estudiante D                                           |
| 2014 | Shigatsu wa Kimi no Uso                                                           | Concursante, estudiante                                |
| 2015 | Absolute Duo                                                                      | Estudiante, hombre                                     |
| 2015 | Dance with Devils                                                                 | Vampiro B, estudiante, sacerdote, vampiro, sacerdote C |
| 2015 | Kyōkai no Rinne                                                                   | Reiji Todoroki                                         |
| 2015 | Ore Monogatari!!                                                                  | Osamu Kurihara                                         |
| 2015 | Saenai Heroine no Sodatekata                                                      | Cliente de la cafetería                                |
| 2015 | Sakurako-san no Ashimoto ni wa Shitai ga Umatteiru                                | Shōtarō Tatewaki                                       |
| 2016 | 11-Ku Bangai-hen                                                                  | Tsukibito                                              |
| 2016 | Beyblade Burst                                                                    | Shū Kurenai                                            |
| 2016 | Ajin                                                                              | Kei Nagai                                              |
| 2016 | Girlish Number                                                                    | Manyo Man                                              |
| 2016 | Hagane Orchestra                                                                  | Kajika                                                 |
| 2016 | OzMafia                                                                           | Hansel                                                 |
| 2016 | Tiger Mask W                                                                      | Bull                                                   |
| 2016 | Tōken Ranbu: Hanamaru                                                             | Kunihiro Horikawa                                      |
| 2016 | Tonkatsu DJ Agetarō                                                               | Estudiante                                             |
| 2016 | Uchū Patrol Luluco                                                                | Alpha Omega Nova                                       |
| 2017 | Dungeon ni Deai o Motomeru no wa Machigatteiru Darō ka                            | Thane Hire                                             |
| 2017 | Granblue Fantasy                                                                  | Tomoy                                                  |
| 2017 | Kakegurui                                                                         | Estudiante                                             |
| 2017 | Katsugeki: Tōken Ranbu                                                            | Kunihiro Horikawa                                      |
| 2017 | Kujira no Kora wa Sajō ni Utau                                                    | Shikon                                                 |
| 2017 | Kuzu no Honkai                                                                    | Saitō                                                  |
| 2017 | Love Rice                                                                         | Ann                                                    |
| 2017 | Nana Maru San Batsu                                                               | Masaru Shibata                                         |
| 2017 | Roku de Nashi Majutsu Kōshi to Akashic Records                                    | Kash Winger                                            |
| 2017 | Shōkoku no Altair                                                                 | Giacomo Loredan                                        |
| 2017 | The Idolmaster SideM                                                              | Rui Maita                                              |
| 2017 | Tsurezure Children                                                                | Keisuke Tsuji                                          |
| 2017 | UQ Holder!                                                                        | Tōru Mitsuhashi                                        |
| 2018 | Boruto: Naruto Next Generations                                                   | Tomaru                                                 |
| 2018 | Grancrest Senki                                                                   | Flint                                                  |
| 2018 | Grand Blue                                                                        | Shin'ichirō Yamamoto                                   |
| 2018 | Gundam Build Divers                                                               | Diver                                                  |
| 2018 | Hataraku Oniisan!                                                                 | Jacone Kawa-senpai                                     |
| 2018 | JoJo's Bizarre Adventure                                                          | Pannacotta Fugo                                        |
| 2018 | Kaze ga Tsuyoku Fuiteiru                                                          | Jōta Kizuki                                            |
| 2018 | Layton Mystery Tanteisha: Katori no Nazotoki File                                 | Chris                                                  |
| 2018 | Nil Admirari no Tenbin: Teito Genwaku Kitan                                       | Notarō Tsubame                                         |
| 2018 | Ongaku Shōjo                                                                      | Genta Kintoki                                          |
| 2018 | Pochitto Hatsumei Pika-chin Kitto                                                 | Niño seis                                              |
| 2018 | Radiant                                                                           | Garvis                                                 |
| 2018 | Saiki Kusuo no Psi-nan                                                            | Estudiante B                                           |
| 2018 | Sōten no Ken                                                                      | Ryūken                                                 |
| 2018 | SSSS.Gridman                                                                      | Takato                                                 |
| 2018 | Tada-kun wa Koi wo Shinai                                                         | Shouto Taninaka                                        |
| 2018 | The Idolmaster SideM: Riyū a tte Mini!                                            | Rui Maita                                              |
| 2018 | Tsukumogami Kashimasu                                                             | Seiji                                                  |
| 2019 | Ahiru no Sora                                                                     | Kento Sawa                                             |
| 2019 | Arifureta Shokugyō de Sekai Saikyō                                                | Kousuke Endou                                          |
| 2019 | Egao no Daika                                                                     | Lune Vanquish                                          |
| 2019 | Kono Oto Tomare!                                                                  | Takezō Kurata                                          |
| 2019 | Shin Chuuka Ichiban!                                                              | Lan Fei Hong                                           |
| 2020 | Arte                                                                              | Angelo                                                 |
| 2020 | Beyblade Burst Superking                                                          | Shū Kurenai                                            |
| 2020 | Cardfight!! Vanguard Gaiden: If                                                   | Shion Kiba                                             |
| 2020 | Darwin's Game                                                                     | Inukai                                                 |
| 2020 | Dorohedoro                                                                        | Shin (joven)                                           |
| 2020 | Drifting Dragons                                                                  | Hiro                                                   |
| 2020 | Fugō Keiji Balance: Unlimited                                                     | Ryо̄ Hoshino                                            |
| 2020 | Hachinan tte, Sore wa Nai Deshō!                                                  | Wendelin von Benno Baumeister                          |
| 2020 | Hanyo no Yashahime                                                                | Sota Higurashi (adulto)                                |
| 2020 | ID - Invaded                                                                      | Kazuo Wakashika                                        |
| 2020 | Jujutsu Kaisen                                                                    | Yūji Itadori                                           |
| 2020 | Shadowverse                                                                       | Lucia Yonazuki                                         |
| 2020 | Shingeki No Kyojin The Final Season                                               | Reiner Braun (joven)                                   |
| 2020 | Shokugeki no Souma: Go no Sara                                                    | Tommy Revolver                                         |
| 2020 | Tonikaku Kawaii                                                                   | Nasa Yuzaki                                            |
| 2021 | 2.43: Seiin High School Boys Volleyball Team                                      | Yuni Kuroba                                            |
| 2021 | Hataraku Saibō Black                                                              | Glóbulo rojo (eritrocito)                              |
| 2021 | Heaven's Design Team                                                              | Shimoda                                                |
| 2021 | High-Rise Invasion                                                                | Rika Honjō                                             |
| 2021 | I★Chu: Halfway Through the Idol                                                   | Li Chaoyang                                            |
| 2021 | Koi to Yobu ni wa Kimochi Warui                                                   | Kai Tamaru                                             |
| 2021 | Komi-san wa, Komyushō desu.                                                       | Shōsuke Komi                                           |
| 2021 | Kumo desu ga, Nani ka?                                                            | Julius                                                 |
| 2021 | Project Scard: Praeter no Kizu                                                    | Kagami Sakishima                                       |
| 2021 | Scarlet Nexus                                                                     | Yuito Sumeragi                                         |
| 2021 | Shadows House                                                                     | Oliver                                                 |
| 2021 | Shin Chuuka Ichiban! 2nd Season                                                   | Lan Fei Hong                                           |
| 2021 | Skate-Leading☆Stars                                                               | Tatsuya Yamashita                                      |
| 2021 | SSSS.Dynazenon                                                                    | Yomogi Asanaka                                         |
| 2021 | Tokyo Revengers                                                                   | Seishu Inui                                            |
| 2022 | Aoashi                                                                            | Yūma Motoki                                            |
| 2022 | Heroine Tarumono!                                                                 | Nagisa Shiranami                                       |
| 2022 | Hoshi no Samidare                                                                 | Yūhi Amamiya                                           |
| 2022 | Ryman's Club                                                                      | Mikoto Shiratori                                       |
| 2022 | Technoroid: Overmind                                                              | Silve                                                  |
| 2022 | Tokyo 24-ku                                                                       | Shūta Aoi                                              |
| 2022 | Nōmin Kanren no Skill Bakka Agetetara Nazeka Tsuyoku Natta                        | Al Wayne                                               |
| 2023 | Jujutsu Kaisen Season 2                                                           | Yūji Itadori                                           |
| 2023 | Ron Kamonohashi: Deranged Detective                                               | Totomaru "Toto" Isshiki                                |
| 2023 | Higeki no Genkyō to naru Saikyō Gedō Last Boss Joō wa Min no tame ni Tsukushimasu | Arthur                                                 |
| 2024 | Dragon Ball Daima                                                                 | Degesu                                                 |

### TBA
- Boku wa Mari no Naka como Isao Komori
- Mahochuu! como Yamato Musashi
- Beastars Final Season como Jack

### Videojuegos
- Pokémon Masters (2019) como TRAINER (MALE)
- Honkai: Star Rail (2023) como Caelus

### Películas animadas
- Kokoro ga Sakebitagatterunda. (2015) como Gorō Saitō
- Tōken Ranbu (2017) como Kunihiro Horikawa
- Hiragana Danshi: Jo (2018) como Chi
- Mobile Suit Gundam Narrative (2018) como Jona Basta
- Kimetsu no Yaiba: Mugen Ressha-hen (2020) como Senjuro Rengoku
- Digimon Adventure: La última evolución Kizuna (2020) como Takeru Takaishi
- Digimon Adventure 02: The Beginning (2023) como Takeru Takaishi

### OVAs
- D.C.P.S. Da Capo: Plus Situation (2010) como Estudiante
- Steins;Gate (2012) como Moderador
- Digimon Adventure tri. (2015) como Takeru Takaishi

### Doblaje
- Capitán América: Civil War (2016) como Spider-Man/Peter Parker (Tom Holland)
- Spider-Man: Homecoming (2017) como Spider-Man/Peter Parker (Tom Holland)
- IT (2017) como Victor «Vic» Criss (Logan Thompson)
- Tomb Raider (2018) como Nitin (Antonio Aakeel)
- Avengers: Infinity War (2018) como Spider-Man/Peter Parker (Tom Holland)
- Avengers: Endgame (2019) como Spider-Man/Peter Parker (Tom Holland)
- Alita: Battle Angel (2019) como Tanji (Jorge Lendeborg Jr.)
- Spider-Man: Lejos de casa (2019) como Spider-Man/Peter Parker (Tom Holland)
- It Capítulo Dos (2019) como Victor «Vic» Criss (Logan Thompson)